# Manuella Brečko
Manuella Brečko (Celje, 31 januari 1989), is een Sloveens zangeres.

## Biografie
Brečko zette haar eerste stappen in de muziekwereld in 2011, door deel te nemen aan Misija Evrovizija, de Sloveense preselectie voor het Eurovisiesongfestival. Ze wist zich net niet te plaatsen voor de finale. In 2016 waagde ze opnieuw haar kans in de nationale voorronde, die ze ditmaal met Blue and red wel wist te winnen. Hierdoor mocht ze Slovenië vertegenwoordigen op het Eurovisiesongfestival 2016, dat gehouden werd in de Zweedse hoofdstad Stockholm. Ze haalde in de halve finale de 14de plaats, wat niet volstond voor een plaats in de finale.
1993: 1X Band · 
1995: Darja Švajger · 
1996: Regina · 
1997: Tanja Ribič · 
1998: Vili Resnik · 
1999: Darja Švajger · 
2001: Nuša Derenda · 
2002: Sestre · 
2003: Karmen Stavec · 
2004: Platin · 
2005: Omar Naber · 
2006: Anžej Dežan · 
2007: Alenka Gotar · 
2008: Rebeka Dremelj · 
2009: Quartissimo feat. Martina · 
2010: Ansambel Žlindre & Kalamari · 
2011: Maja Keuc · 
2012: Eva Boto · 
2013: Hannah Mancini · 
2014: Tinkara Kovač · 
2015: Maraaya · 
2016: ManuElla · 
2017: Omar Naber · 
2018: Lea Sirk · 
2019: Zala Kralj & Gašper Šantl · 
2021: Ana Soklič · 
2022: LPS · 
2023: Joker Out · 
2024: Raiven · 
2025: Klemen